# Open GDF Suez de Cagnes-sur-Mer Alpes-Maritimes
Open GDF Suez de Cagnes-sur-Mer Alpes-Maritimes — женский профессиональный международный теннисный турнир, проходящий весной во французском городе Кань-сюр-Мер на грунтовых кортах. С 1998 года относится к женской взрослой серии ITF с призовым фондом 100 тысяч долларов и турнирной сеткой, рассчитанной на 32 участницы в одиночном разряде и 16 пар.

## Общая информация
Грунтовый турнир во французском Кань-сюр-Мер создан ФФТ и ITF накануне сезона-1998; постепенно призовые выплаты росли и к 2007 году денежный фонд соревнования вырос в 10 раз.
Победительницы и финалистки
Единственной теннисисткой, выигравшей в рамках одного разряда более 1 титула является француженка Орели Веди, победившая в парных турнирах 2006 и 2007 годов. Нескольким спортсменкам удалось выигрывать соревнование в одиночном и парном разрядах: подобное достижение удавалось Стефани Коэн-Алоро и Тимее Бачински.
Французские теннисистки выигрывали турнир девять раз (четырежды — в одиночном разряде). Единожды был разыгран чисто французский финал (парное соревнование 2001 года).

## Финалы разных лет
| Год  | Чемпионка           | Финалистка              | Счёт           |
| ---- | ------------------- | ----------------------- | -------------- |
| 2015 | Карина Виттхёфт     | Татьяна Мария           | 7-5 6-1        |
| 2014 | Шэрон Фичмен        | Тимея Бачински          | 6-2 6-2        |
| 2013 | Каролин Гарсия      | Марина Заневская        | 6-0 4-6 6-3    |
| 2012 | Юлия Путинцева      | Патриция Майр-Ахлайтнер | 6-2 6-1        |
| 2011 | Сорана Кырстя       | Полин Пармантье         | 6-7(5) 6-2 6-2 |
| 2010 | Кайя Канепи         | Маша Зец-Пешкирич       | 6-3 6-2        |
| 2009 | Мария Елена Камерин | Зузана Ондрашкова       | 6-1 6-2        |
| 2008 | Виктория Кутузова   | Марет Ани               | 6-1 7-5        |
| 2007 | Тимея Бачински      | Татьяна Малек           | 6-4 6-1        |
| 2006 | Мартина Мюллер      | Анастасия Екимова       | 7-6(6) 2-6 6-0 |
| 2005 | Лаура Поус-Тио      | Екатерина Бычкова       | 7-6(4) 6-4     |
| 2004 | Северин Бельтрам    | Анна-Лена Грёнефельд    | 6-4 6-4        |
| 2003 | Стефани Коэн-Алоро  | Юлия Бейгельзимер       | 6-4 6-3        |
| 2002 | Эмили Луа           | Алёна Вашкова           | 7-5 3-6 6-4    |
| 2001 | Яна Главачкова      | Сабина Клашка           | 7-5 6-4        |
| 2000 | Ирода Туляганова    | Джулия Казони           | 6-2 6-3        |
| 1999 | Люси Ал             | Виржини Раззано         | 4-6 7-5 6-2    |
| 1998 | Нанси Фебер         | Карина Борну            | 6-0 6-1        |

| Год  | Чемпионки                             | Финалистки                                | Счёт              |
| ---- | ------------------------------------- | ----------------------------------------- | ----------------- |
| 2015 | Йоханна Конта Лора Торп               | Джоселин Рэй Анна Смит                    | 1-6 6-4 [10-5]    |
| 2014 | Кики Бертенс Юханна Ларссон           | Татьяна Буа Даниэла Сегель                | 7-6(4) 6-4        |
| 2013 | Ваня Кинг Аранча Рус                  | Каталина Кастаньо Тельяна Перейра         | 4-6 7-5 [10-8]    |
| 2012 | Александра Панова Урсула Радваньская  | Каталин Мароши Рената Ворачова            | 7-5 4-6 [10-6]    |
| 2011 | Анна-Лена Грёнефельд Петра Мартич     | Дарья Юрак Рената Ворачова                | 1-6 6-2 [11-9]    |
| 2010 | Мервана Югич-Салкич Дарья Юрак        | Стефани Коэн-Алоро Кристина Младенович    | 0-6 6-2 [10-5]    |
| 2009 | Жюли Куэн Мари-Эв Пеллетье            | Эрика Краут Анна Татишвили                | 6-4 6-3           |
| 2008 | Моника Никулеску Рената Ворачова      | Жюли Куэн Мари-Эв Пеллетье                | 6-7(2) 6-1 [10-5] |
| 2007 | Тимея Бачински Орели Веди (2)         | Катарина Кахликова Анастасия Павлюченкова | 7-5 7-5           |
| 2006 | Софи Лефевр Орели Веди                | Даниэла Клеменшиц Сандра Клеменшиц        | 2-6 6-4 7-6(1)    |
| 2005 | Юлия Бейгельзимер Сандра Клёзель      | Каролин Денен Андрея Эхритт               | 6-3 3-6 6-1       |
| 2004 | Любомира Бачева Ева Бирнерова         | Руксандра Драгомир-Илие Антония Матич     | 4-6 7-6(4) 6-3    |
| 2003 | Вера Душевина Галина Воскобоева       | Юлия Бейгельзимер Анна Запорожанова       | 6-3 6-4           |
| 2002 | Стефани Коэн-Алоро Далли Рандриантефи | Ивета Бенешова Каролин Денен              | 6-2 6-4           |
| 2001 | Карина Борну Каролин Денен            | Софи Жоржес Капусина Руссо                | 6-4 6-3           |
| 2000 | Ангелика Бахманн Джулия Казони        | Ирода Туляганова Анна Запорожанова        | 7-5 6-1           |
| 1999 | Карен Кросс Аманда Грэм               | Луиза Племинг Катрин Танвье               | 6-4 3-6 7-6       |
| 1998 | Хелен Крук Виктория Дэвис             | Иветта Бастинг Магдалена Зденовцова       | 6-3 6-3           |